# Вестланд Вегтејл
Вестланд Вегтејл (енгл. Westland Wagtail) је британски ловачки авион. Први лет авиона је извршен 1918. године. 

Направљено је 5 прототипова, али се од авиона одустало због проблема са мотором.
Највећа брзина авиона при хоризонталном лету је износила 201 km/h.
Практична највећа висина током лета је износила 6096 метара а брзина успињања 435 метара у минути. Распон крила авиона је био 7,06 метара, а дужина трупа 5,77 метара. Био је наоружан са два митраљеза калибра 7,7 милиметара Викерс.

## Наоружање
| Наоружање авиона: Вестланд Вегтејл |     |
| Ватрено (стрељачко) наоружање      |     |
| Топ                                |     |
| Митраљез                           |     |
| Број и ознака митраљеза            | 2   |
| Калибар                            | 7,7 |
| Бомбардерско наоружање (бомбе)     |     |
| Ракетно наоружање (ракете)         |     |